# HeartCatch Pretty Cure!
HeartCatch Pretty Cure! (jap. ハートキャッチプリキュア! Hātokyacchi PuriKyua!) – japońskie anime z gatunku mahō-shōjo, siódme z serii Pretty Cure, której autorem jest Izumi Todo. Seria HeartCatch Pretty Cure! emitowana była od 7 lutego 2010 do 30 stycznia 2011 roku. Głównymi motywami serii są moda i kwiaty. Powstał także film HeartCatch PreCure The Movie: Fashion Show in the Flower Capital... Really?! (jap. ハートキャッチプリキュア!花の都でファッションショー・・・ですか!? HātoKyatchi PuriKyua! Hana no miyako de Fashion Show... desu ka!?), którego premiera odbyła się 20 marca 2010 roku.

## Opis fabuły
Tsubomi Hanasaki jest uczennicą gimnazjum, która kocha kwiaty i rośliny. Pewnego dnia śni jej się tajemnicze kwitnące drzewo, które więdnie, przez co znikają dobre duszki. Kiedy przenosi się do nowej szkoły Myōdō Academy, spotyka te same duszki, które widziała we śnie. Proszą one Tsubomi aby została Pretty Cure, aby chronić Drzewo Serc, ale ona odmawia. Jednak, gdy nagle tajemniczy wróg atakuje jej nową koleżankę Erikę i zabiera jej Kwiat Serca. Aby ją uratować Tsubomi przemienia się w Cure Blossom i staje do walki.

## Postacie

### Pretty Cure
Tsubomi Hanasaki (jap. 花咲 つぼみ Hanasaki Tsubomi) / Cure Blossom (jap. キュア•ブロッサム Kyua Burosamu)
Seiyū: Nana Mizuki 
14-letnia uczennica drugiej klasy gimnazjum Myōdō Academy. Uwielbia rośliny i chciałaby przyłączyć się do klubu ogrodnika, ale została zwerbowana do klubu mody przez Erikę. W jej domu prowadzona jest „Kwiaciarnia Hanasaki”. Jest uczciwą osobą, ale także nieśmiałą i skrytą, przez co wpada w kompleksy. Po spotkaniu z Eriką powoli zaczyna się zmieniać. W pierwszej walce, gdy Erika była kontrolowana przez desertrian, chcąc uratować Erikę jest w połowie zmuszona przez wróżki, aby stać się Pretty Cure. Cure Blossom przedstawia się jako Kwiat rozprzestrzeniający się po ziemi, Cure Blossom! (jap. 大地に咲く一輪の花、キュア•ブロッサム！ Daichi ni saku ichirin no hana, Kyua Burosamu!; The flower spreading throughout the land, Cure Blossom!). Strój Cure Blossom jest różowy, a jej symbolem jest sakura.
Erika Kurumi (jap. 来海 えりか Kurumi Erika) / Cure Marine (jap. キュア•マリン Kyua Marin)
Seiyū: Fumie Mizusawa 
13-letnia uczennica drugiej klasy gimnazjum Myōdō Academy, sąsiadka Tsubomi i córka właściciela sklepu z modą „Fairy Drop”. Jest również przewodniczącą klubu mody. Kocha modę i projektowanie własnych ubrań. Jest zazdrosna o swoją piękną i modną starszą siostrę, która jest modelką Charisma Model (jap. カリスマモデル Karisuma Moderu), mimo że wciąż chodzi do liceum. Jest energiczną dziewczyną i bez  ogródek mówi to, co ma na myśli, również zaczyna zmieniać się na lepsze po spotkaniu Tsubomi. Sprawia, że Tsubomi dołącza do klubu mody po tym jak wszyscy członkowie się z niego wypisali. Po tym jak dowiaduje się, że ma kwalifikacje na Pretty Cure, zgadza się pomóc Tsubomi w walce. Cure Marine przedstawia się jako Kwiat kołyszący się na morskiej bryzie, Cure Marine! (jap. 海風に揺れる一輪の花、キュア•マリン! Umikaze ni yureru ichirin no hana, Kyua Marin!; The flower swaying in the sea breeze, Cure Marine!). Strój Cure Marine jest niebieski, a jej symbolem jest niebieska stokrotka.
Itsuki Myōdōin (jap. 明堂院 いつき Myōdōin Itsuki) / Cure Sunshine (jap. キュア•サンシャイン Kyua Sanshain)
Seiyū: Hōko Kuwashima 
14-letnia uczennica drugiej klasy gimnazjum Myōdō Academy, przewodnicząca Rady Uczniowskiej i wnuczka obecnego dyrektora szkoły. Itsuki początkowo wydaje się być delikatnym, przystojnym i atletycznym chłopcem z książęcą postawą, która przyciąga fanów. Początkowo Tsubomi rozwinęła tymczasowy podziw dla Itsuki, do momentu odkrycia, że jest dziewczyną. Itsuki przebiera się ze względu na konieczność zastąpienia miejsca jej schorowanego starszego brata jako spadkobiercy szkoły i dojo. Jednak w rzeczywistości podobają jej się wszystkie urocze i dziewczęce rzeczy, zostaje przekonana do dołączenia do klubu mody. Staje się Cure Sunshine, aby z Potpourri móc uratować Tsubomi i Erikę przed niebezpieczeństwem jednocześnie ratując swojego brata Satsuki'ego. Cure Sunshine przedstawia się jako Kwiat skąpany w promieniach słońca, Cure Sunshine! (jap. 陽の光浴びる一輪の花、キュア•サンシャイン！ Hi no hikari abiru ichirin no hana, Kyua Sanshain!; The flower that bathes in sunlight, Cure Sunshine!). Strój Cure Sunshine jest złoty i żółty, a jej symbolem jest słonecznik.
Yuri Tsukikage (jap. 月影 ゆり Tsukikage Yuri) / Cure Moonlight (jap. キュア•ムーンライト Kyua Mūnraito)
Seiyū: Aya Hisakawa 
17-letnia uczennica drugiej klasy liceum Myōdō Academy, przyjaciółka Momoko. Jej ojciec zaginął w czasie dochodzenia w sprawie Drzewa Serc we Francji. Na początku tej historii, została pokonana w walce z Dark Pretty Cure, wskutek czego jej Nasiono Pretty Cure zostaje złamane. Spowodowało to śmierć jej wróżki Cologne, a Yuri sama nie mogła już przemienić. Zraniona, nie była chętna pomóc nowym Pretty Cure, ale dzięki Drzewu Serc i Heart Pot odzyskała możliwość transformacji w Cure Moonlight. Cure Moonlight przedstawia się jako Kwiat połyskujący w świetle księżyca, Cure Moonlight! (jap. 月光に冴える一輪の花、キュア•ムーンライト! Gekkō ni saeru ichirin no hana, Kyua Mūnraito!; The flower that glistens in the light of the moon, Cure Moonlight!). Strój Cure Moonlight jest srebrny i lawendowy, a jej symbolem jest róża.

### Wróżki
Chypre (jap. シプレ Shipure)
Seiyū: Taeko Kawata 
Wróżka, która chroni Drzewo Serc. Aby uratować je przed niebezpieczeństwem przybyła na Ziemię, aby odszukać Pretty Cure, legendarne wojowniczki wybrane przez Drzewo Serc. Chypre daje Tsubomi Nasiono Pretty Cure, aby mogła aktywować Heart Perfume – dzięki temu Tsubomi może zmienić się w Cure Blossom. Ma moc tworzenia Nasion Serca. Chypre traktuje Tsubomi jak swoją starszą siostrę. Jej imię pochodzi od grupy kwiatowych perfum chypre.
Coffret (jap. コフレ Kofure)
Seiyū: Motoko Kumai 
Podobnie jak Chypre, chroni Drzewo Serc, Coffret daje Erice Nasiono Pretty Cure, dzięki któremu może aktywować Heart Perfume i zmienić się w Cure Marine. Ma moc tworzenia Nasion Serca. Jest kimś w rodzaju młodszego brata Eriki. Jego imię pochodzi od francuskiego słowa znaczącego szkatułkę.
Potpourri (jap. ポプリ Popuri)
Seiyū: Kokoro Kikuchi 
Pojawia się w 20 odcinku, Potpourri jest nowo narodzoną wróżką z Drzewa Serc. Potpourrinosi pomarańczowe Nasiono Serca, które jest kluczem do Pałacu pretty Cure. Potpourri potrafi stworzyć potężną barierę dla ochrony. W 22 odcinku Potpourri znalazła kandydatkę na nową wojowniczkę – Itsuki Myōdōin, która dzięki niej może przekształcić się w Cure Sunshine. Imię tej wróżki pochodzi od potpourri – mieszanki wonnych suchych płatków kwiatowych z ziołami, przyprawami, owocami, czy lotnymi olejkami.
Cologne (jap. コロン Koron)
Seiyū: Akira Ishida 
Pojawia się w 33 odcinku. Cologne była wróżką i partnerem Yuri zanim poświęciła się, aby ją chronić. Opiekował się Chypre i Coffret od ich urodzenia, zachowuje się wobec nich jak opanowany starszy brat. Jego duch nadal istnieje w Drzewie Serc i czuwa nad nimi. On aussi odmiennie od innych kolorowych wróżek z lawendy-białe zamiast błękitny-jak Cypr i białej ramki. Jego imię pochodzi od cologne – rodzaju perfum dla mężczyzn.

### Inni
Kaoruko Hanasaki (jap. 花咲 薫子 Hanasaki Kaoruko) / Cure Flower (jap. キュア•フラワー Kyua Furawā)
Seiyū: Chika Sakamoto 
Jest babcią Tsubomi, słynna botanik i właścicielka kwiaciarni. Kaoruko jest mądra i miła, bardzo troszczy się o wnuczkę. Uwielbia kwiaty, bardziej niż cokolwiek, podobnie jak Tsubomi. Jest również silną osobą, zdobyła sławę jako najmłodszy mistrz w historii narodowych konkursów judo. W młodości walczyła jako Cure Flower. Kaoruko stała się Pretty Cure po poznaniu Coupé, gdy przyjechała badać Drzewo Serc. Kiedyś pokonała Dune'a z pomocą Heartcatch Mirage, ale kosztem zniszczenia własnego Nasiona Pretty Cure. W 44 odcinku jej bożonarodzeniowym życzeniem jest stać się ponownie Cure Flower na jeden dzień, aby pomóc Tsubomi i innym. Cure Flower przedstawia się jako Kwiat błyszczącym świętym światłem, Cure Flower! (jap. 聖なる光に輝く一輪の花、キュア•フラワー！ Seinaru hikari kagayaku ichirin no hana, Kyua Furawā!; The flower shining in holy light, Cure Flower!). Strój Cure Flower jest szkarłatny, a jej symbolem jest lotos.

### Apostołowie Pustyni
Apostołowie Pustyni (jap. 砂漠の使徒 Sabaku no Shito) to główni antagoniści serii. Są znaną grupą, której celem było zebranie zwiędłych Kwiatów Serca od ich ofiar i przejęcie władzy nad światem, obracając ją w gigantyczną pustynię. Są również odpowiedzialni za uschnięcie Drzewa Serc.
Desertrianデザトリアン (jap. Dezatorian)
Seiyū: Tomoko Kaneda 
Potwory, które powstają przez fuzję skradzionych zwiędłych Kwiatów Serca z przeróżnych obiektów. W przeciwieństwie do potworów w poprzednich serii, wyrażają troski osoby, której Kwiat Serca zwiędnął. Im silniejszy strach lub zmartwienie, tym silniejszy będzie Desertian.
Profesor Sabark (jap. サバーク博士 Sabāku-hakase)
Seiyū: Taiten Kusunoki 
Profesor Sabark działa jako lider Apostołów Pustyni, pragnie zniszczyć Drzewo Serc. Zazwyczaj pokazywany w towarzystwie Dark Pretty Cure. Nigdy nie jest pokazywany bez swojej maski. W odcinku 47 okazuje się, że jest zaginionym ojcem Yuri. On zostaje zabity przez Dune w 48 odcinku.
Dark Pretty Cure (jap. ダークプリキュア Dāku PuriKyua)
Seiyū: Minami Takayama 
Pojawia się zawsze obok Profesora Sabarka, działając jako jego zastępca. Na początku tej historii, walczyła z Cure Moonlight przed Drzewem Serc i odebrała jej połowę złamanego Pretty Cure Seed. Ma niezwykłą siłę w walce, może łatwo pokonać Cure Blossom i Cure Marine. Mimo tego walczy głównie z Cure Moonlight, która jest jej największym rywalem. Wydaje się mieć specjalny związek z Cure Moonlight, mówiąc pewnego razu, że jest nią. W 48 odcinku okazuje się, że Sabark (ojciec Yuri) stworzył Dark Pretty Cure z danych zdobytych z Drzewa Serc i Yuri, co oznacza, że Dark Pretty Cure i Yuri są jak siostry. Umiera w ramionach Sabarka i znika.
Sasorina (jap. サソリーナ Sasorīna)
Seiyū: Urara Takano 
Sasorina jest jednym z kadetów Profesora Sabarka, pojawia się w serii jako pierwsza z antagonistów. Mówi z obcym akcentem i używa swoich włosów jak jadowitego ogona skorpiona. Większość czasu Sasorina ma spokojną aurę wokół siebie, zawsze ma na twarzy uśmieszek. Sprowokowana traci swoje opanowanie i wpada w gniew. Sasorina patrzy z góry na słabych ludzi, ale docenia silnych przeciwników. Jej imię pochodzi od słowa sasori (jap. 蠍) oznaczającego "skorpion". W wydarzeniach z 25 odcinka, jej osobowość zmieniła się nieco po tym, jak została zaatakowana przez atak Cure Sunshine Gold Burst Forte. W 40 odcinku zostaje całkowicie oczyszczona, ukazując swój Kwiat serca (katakuri) i swoje prawdziwe ja.
Kumojacky (jap. クモジャキー Kumojakī)
Seiyū: Eiji Takemoto 
Kumojacky jest jednym z kadetów Profesora Sabarka. Choć walczy po stronie zła, Kumojacky wierzy w uczciwe walki i nigdy nie walczy z wrogiem, który jest zbyt słaby. Kumojacky ma stałą, namiętną osobowość. Lubi oglądać ból innych ludzi i nie ma z wykorzystywaniem tego. Jest zadufany w sobie, twierdzi, że nawet sto wojowniczek Pretty Cure nie mogłoby go pokonać. Mimo tego zawsze pokazuje dobre maniery i zawsze przedstawia się komuś, kogo zamierza wykorzystać lub z kimś walczyć. Jednakże nigdy nie waha się mówić ludziom o ich słabościach, a nawet zachęcić ich do stawania się coraz silniejszym. W 46 odcinku zostaje całkowicie oczyszczony przez Cure Marine, ukazując swój Kwiat Serca (achillea).
Cobraja (jap. コブラージャ Coburāja)
Seiyū: Hirofumi Nojima 
Cobrajar jest jednym z kadetów Profesora Sabarka. Jest bardzo narcystyczny, zawsze myśli, że jest najpiękniejszym człowiekiem we wszechświecie. Jego imię pochodzi od słowa cobra (pl.kobra). Często zmusza Snackey, aby robiły mu zdjęcia. Potrafi stwarzać śmiertelne autografy, którymi atakuje innych. W 46 odcinku zostaje całkowicie oczyszczony przez Cure Sunshine, ukazując swój Kwiat Serca (róża japońska).
Snackey (jap. スナッキー Sunakkī)
Liczna grupa sług Apostołów Pustyni. W przeciwieństwie do trzech innych członków Snackeys działają bardziej jako służący, spełniając wszystkie rozkazy i prośby. Nie mówią poprawnie, używając jedynie słowa "Ki".
Dune (jap. デューン Dyūn)
Seiyū: Hikaru Midorikawa 
Dune jest rzeczywistym liderem Apostołów Pustyni, który był w głębokim śnie po tym jak został pokonany przez Cure Flower. Po raz pierwszy pokazany jest jako cień na ekranie wideo, rozmawiający z Sabaku o nowej wróżce, która się urodziła, ale jego prawdziwa postać ukazana została w 37 odcinku. Dune przybył na Ziemię po odzyskaniu sił i wysłał Nasiona pustyni na Ziemię, które przeobraziły się w Desert Devil. Jego zamiarem jest całkowite zniszczenie Drzewa Serc.

## Moce Pretty Cure
Kwestie Cure Blossom, Cure Marine, Cure Sunshine, Cure Moonlight, Cure Flower

### Transformacje
Pretty Cure! Open my heart! The flower spreading throughout the land, Cure Blossom! The flower swaying in the sea breeze, Cure Marine! The flower that bathes in sunlight, Cure Sunshine! The flower that glistens in the light of the moon, Cure Moonlight! HeartCatch Pretty Cure! (jap. プリキュア！オープン•マイ•ハート！大地に咲く一輪の花、キュア•ブロッサム！海風に揺れる一輪の花、キュア•マリン！陽の光に浴びる一輪の花、キュア•サンシャイン！月光に冴える一輪の花、キュア•ムーンライト！ハートキャッチプリキュア！)
Mirror, O mirror, give the power to Pretty Cure! The flowers shining all over the world, HeartCatch Pretty Cure Super Silhouette! (jap. 鏡よ鏡、プリキュアに力を！世界に輝く一面の花、ハートキャッチプリキュア・スーパーシルエット！)
The grand flower that blossoms throughout the universe! Infinite power... Infinite love... the Pretty Cure shining like the stars... HeartCatch Pretty Cure, Infinity Silhouette! (jap. 宇宙に咲く大輪の花、無限の力と無限の愛を持つ、星の瞳のプリキュア、　ハートキャッチプリキュア　無限シルエット！)
The flower shining in holy light, Cure Flower! (jap. 聖なる光に輝く一輪の花、キュア•フラワー！)

### Ataki
Cure Blossom:
- Gather, Power of Flowers! Blossom Tact! Shine, flowers! Pretty Cure Pink Forte Wave! (jap. 集まれ、花のパワー！ ブロッサムタクト！花よ輝け！プリキュアピンクフォルテウェイブ！)

Cure Marine:
- Gather, Power of Flowers! Marine Tact! Shine flowers! Pretty Cure Blue Forte Wave! (jap. 集まれ、花のパワー！ マリンタクト！花よ煌け！プリキュア・フォルテウェイブ！)

Cure Sunshine:
- Gather, power of flowers! Shiny Tambourine! Flowers, dance! Pretty Cure Gold Forte Burst! (jap. 集まれ、花のパワー！シャイニータンバリン！花よ、舞い踊れ！プリキュア・ゴールド・フォルテバースト！)

Cure Moonlight:
- Gather, Power of Flowers! Moon Tact! Shine, flowers! Pretty Cure Silver Forte Wave! (jap. 集まれ、花のパワー！ ムーンタクト！花よ輝け！プリキュア・シルバー・フォルテウェーブ！)

Połączone
- Blossom with pride, flowers! Pretty Cure Heartcatch Orchestra! (jap. 花よ、咲誇れ！プリキュアハートキャッチ・オーケストラ！)
- Pretty Cure Straight Punch! (jap. プリキュア・こぶしパンチ)

## Przedmioty
- Heart Perfume (jap. ココロパフューム Kokoro Pafyūmu) – przedmiot używany przez Tsubomi i Erikę do przemiany w Cure Blossom i Cure Marine. Aby zawziałać wymagają użycia Nasion Pretty Cure. Wyglądają jak flakoniki perfum.
  - Shiny Perfume (jap. シャイニーパフューム Shaini Pafyūmu) – przedmiot używany przez Itsuki do przemiany w Cure Sunshine. Wygląda podobnie do Heart Perfume, jakie posiadają Tsubomi i Erika.
- Flower Tact (jap. フラワータクト Furawā Takuto) – przedmioty służące Pretty Cure do wykonania ataków. Są to:
  - Blossom Tact (jap. ブロッサムタクト Burosamu Takuto) – Flower Tact w posiadaniu Cure Blossom, umożliwia jej wykonanie ataku Pretty Cure Pink Forte Wave.
  - Marine Tact (jap. マリンタクト Marin Takuto) – Flower Tact w posiadaniu Cure Marine, umożliwia jej wykonanie ataku Pretty Cure Blue Forte Wave.
  - Moon Tact (jap. ムーンタクト Mūn Takuto) – Flower Tact w posiadaniu Cure Moonlight, umożliwia jej wykonanie ataku Pretty Cure Silver Forte Wave i Floral Power Fortissimo
  - Dark Tact (jap. ダークタクト aku Takuto) – Flower Tact w posiadaniu Dark Pretty Cure, umożliwia jej wykonanie ataku Dark Forte Wave i Dark Power Fortissimo.
- Shiny Tambourine (jap. シャイニータンバリン Shaini Tanbarin) – broń Cure Sunshine. Jego wygląd jest podobny tamburyna w kształcie słonecznika. Pozwala jej używać wykonanie ataku Pretty Cure Burst Gold Forte i Pretty Cure Shining Fortissimo.
- Heart Pot (jap. ココロポット Kokoro Potto) – przedmiot, który gromadzi Nasiona Serc. W 33 odcinku posłużyło Yuri do transformacji w Cure Moonlight.
- Nasiono Serca (jap. こころの種 Kokoro no Tane; Heart Seed) – powstają z oczyszczonych Kwiatów Serca różnych ludzi.
- Kwat Serca (jap. 心の花 Kokoro no Hana; Heart Flower) – mówi się, że każdy kolor i rodzaj Kwiatu Serca odzwierciedla uczucia i osobowość właściciela, a także żaden z nich nie jest taki sam. Znaczenia kwiatów przedstawionych w tej serii są zaczerpnięte głównie z kultury japońskiej, w szczególności Hanakotoba (jap. 花言葉).
- Heartcatch Mirage (jap. ハートキャッチミラージュ Hātokyatchi Mirāju) – przedmiot z wyglądu podobny do pudełka na biżuterię, który był używany przez wszystkie poprzedniczki Pretty Cure. Jest niezwykle potężny: wzmacnia moce wojowniczek, daje możliwość transportu do Drzewa Serc, potrafi pokazać Kwiaty Serca. Znajduje się w Pretty Cure Palace.

## Muzyka
Opening
- "Alright! HeartCatch PreCure!" (jap. Alright！ハートキャッチプリキュア！), Aya Ikeda

Ending
- "HeartCatch☆Paradise! (jap. ハートキャッチ☆パラダイス！) (odc. 1-24), Mayu Kudō
- "Tomorrow Song" (jap. Tomorrow Song 〜あしたのうた〜) (odc. 25-49), Mayu Kudō

Inne
- "Heart Goes On", Aya Ikeda i Mayu Kudō